# 안동 지촌종택
안동 지촌종택(安東 芝村宗宅)은 경상북도 안동시 임동면 박곡리에 있는 건축물이다. 1985년 8월 5일 경상북도의 문화재자료 제44호로 지정되었다가, 2017년 5월 15일 경상북도의 민속문화재 제187호로 재지정되었다.

## 개요
의성 김씨 김방걸(1623∼1695)의 종가이다. 김방걸은 조선 후기 문신으로 대사간과 대사성 등의 벼슬을 지낸 분이다. 헌종 4년(1663)에 지었고 지금 있는 자리보다 아래쪽에 있었으나 임하댐 건설로 1985년 옮긴 것이다.
본채와 곳간, 문간채, 방앗간 등과 조상의 위패를 모신 사당, 별묘로 구성되어 있다.
대문이 있는 문간채를 들어서면 마당을 지나 앞쪽에 본채가 있다. 본채는 앞면 5칸·옆면 5칸 규모로 ㅁ자 평면을 갖추고 있다. 지붕은 옆면에서 볼 때 여덟 팔(八)자 모양을 한 팔작지붕이다.
건물 배치에서 조선시대 전형의 종가 양식을 보이는 집이다.

## 참고 자료
- 안동 지촌종택 - 국가유산청 국가유산포털